# Joaquim de Roca i Pi
Joaquim de Roca i Pi   (Barcelona, 1786 - Badalona, 17 de gener de 1864) va ser un religiós català.

## Biografia
Era fill de Joaquim de Roca i Batlle, segon baró de Marmellar i empresari i comerciant marítim, i de Raimunda Pi, i germà de l'empresari i filantrop Vicenç de Roca i Pi.
Va rebre una educació religiosa orientada al sacerdoci, va estudiar al seminari de Saragossa i es va doctorar en Teologia. Va ser beneficiat de l'església de Sant Joan de Jerusalem de Barcelona, però mai va aspirar a llocs eclesiàstics rellevants malgrat ser de bona família. Sempre va viure amb els seus germans, de fet, a la mort dels seus pares, va passar a viure a la finca de Fontana (Gràcia), amb els seus germans Vicenç i Raimunda, i després a Badalona. Allà, va fer diverses contribucions al monestir de la Divina Providència i va aconseguir augmentar els donatius derivats de l'herència que el seu germà havia deixat als pobres de Badalona, de la qual era usufructuari per legació testamentària del difunt.
Va morir el 17 de gener de 1864, als 78 anys.